# Varan nilský
Varan nilský (Varanus niloticus) je druh varana, který se vyskytuje hlavně v Subsaharské Africe a v okolí řeky Nil.

## Popis
Varan nilský dorůstá 120 až 220 centimetrů, maximálně 242 cm na délku. V studiích se uvádí váha mezi 800 gramy a 15 kilogramy, u extrémně těžkých varanů až 20 kg. Mají svalnatá těla a končetiny, zuby mají silné též.
Loví ryby, šneky, žáby, malé hady a savce, ptáky a hmyz, ale konzumují i vajíčka krokodýlů a mršiny.

## Výskyt a habitat
Varani nilští se vyskytují v Subsaharské Africe a v okolí Nilu a ostatních řek, ale ne v pouštních oblastech Afriky.